# Liiva (Pihtla)
Liiva – wieś w Estonii, w prowincji Sarema, w gminie Pihtla.